# Ozodicera septemtrionis
Ozodicera septemtrionis är en tvåvingeart som beskrevs av Alexander 1940. Ozodicera septemtrionis ingår i släktet Ozodicera och familjen storharkrankar. Inga underarter finns listade i Catalogue of Life.